# Bernardino Machado
Bernardino Luís Machado Guimarães (ur. 28 marca 1851 w Rio de Janeiro, zm. 29 kwietnia 1944 w Porto) – portugalski polityk, dwukrotny premier (1914 i 1921) i dwukrotny prezydent państwa (1915–1917 i 1925–1926).
W 1866 roku rozpoczął studia na uniwersytecie w Coimbrze, od 1879 roku profesor tego uniwersytetu. Dwukrotnie (1890 i 1894) był powoływany do Izby Parów, jako reprezentant tej uczelni. W 1893 był ministrem robót publicznych, stworzył pierwszy w Portugalii sąd pracy. Od ok. 1897 deklarował poglądy republikańskie, w 1902 został wybrany przewodniczącym ciała zarządzającego Partii Republikańskiej. W 1906 z jej ramienia został wybrany deputowanym. Po obaleniu monarchii w 1910, Machado objął w rządzie republiki funkcję ministra spraw zagranicznych (1910–1911). W 1914 był premierem i ministrem spraw wewnętrznych. W latach 1915–1917 pełnił urząd prezydenta, podczas jego urzędowania (w marcu 1916) Portugalia przystąpiła do I wojny światowej po stronie Ententy. W 1921 ponownie był przed dwa miesiące premierem. Od 1925 ponownie prezydent, został obalony przez przewrót wojskowy gen. António Óscara de Fragoso Carmony 28 maja 1926. Skazany na banicję w 1927, przeniósł się do Francji, skąd prowadził kampanię przeciwko dyktaturze Nowego Państwa. W 1940 pozwolono mu na powrót do Portugalii.
W 1882 roku poślubił Elzirę Dantas, z którą miał osiemnaścioro dzieci.